# The Owl and the Pussycat
The Owl and the Pussycat (W109) is een compositie voor sopraan en piano van Igor Stravinsky, op tekst van Edward Lear (1812-1888), gecomponeerd tussen 1965 en 1966.
Het werk is geschreven voor Stravinsky's vrouw Vera. Het gedicht was het eerste dat zij in Engels uit het hoofd leerde. 'Het werk is een muzikale zucht van verlichting, gecomponeerd snel na het Requiem (de Requiem Canticles) - een requiem komt op mijn leeftijd heel dichtbij' zei Stravinsky (Themes and Conclusions). De ritmische kern van het gedicht heeft Stravinsky uitgewerkt in een twaalftoonsreeks, en daarmee is het werk (van nog geen 3 minuten) wellicht de enige dodecafonische muzikale zetting van een kinderrijm.

## Oeuvre
Zie het Oeuvre van Igor Stravinsky voor een volledig overzicht van het werk van Stravinsky.

## Geselecteerde discografie
- The Owl and the Pussycat gezongen door Adrienne Albert en begeleid door Robert Craft, piano; Stravinsky Songs 1906-1953, CBS 72881, 1971 (in 1991 verschenen op cd in de 'Igor Stravinsky Edition' in het deel 'Opera'(sic), 2 cd's SM2K 46298)